# Claudio Lunini
Claudio Lunini, detto Caio (Brescia, 16 dicembre 1966), è un allenatore di calcio ed ex calciatore italiano, di ruolo attaccante. Attualmente allena una piccola squadra di un piccolo paesino della Valle Camomica , che si chiama Angone  Calcio del CSI. 

## Carriera
Inizia la carriera nel Darfo Boario, dove disputa tre stagioni tra Promozione e Campionato Interregionale, alternando l'attività di calciatore a quella di magazziniere. Nel 1990 viene acquistato dall'Hellas Verona, all'epoca in Serie B, e contribuisce con 7 reti alla promozione in Serie A. Nel campionato 1991-1992 debutta nella massima serie il 1º settembre 1991 nella sconfitta interna contro la Roma, e totalizza 23 presenze con 2 reti, non sufficienti ad evitare la retrocessione.
Rimane al Verona fino al 1995, totalizzando 137 presenze e 24 reti, con un massimo di 10 gol messi a segno nel campionato 1993-1994. Acquistato dal Brescia, squadra della sua città natale, disputa con le Rondinelle solamente la travagliata stagione 1995-1996, in cui la squadra si salverà all'ultima giornata per un solo punto di vantaggio sulla Fidelis Andria. In questa stagione Lunini si alterna in attacco con Lerda, Saurini, Neri e Campolonghi, totalizzando 3 reti in 20 partite.
L'anno successivo accetta l'offerta del Fiorenzuola, scendendo in Serie C1. L'esperienza in Valdarda dura pochi mesi, e dopo aver disputato 5 partite senza reti, nel dicembre 1996 passa alla Pro Patria, in Serie C2. Con i tigrotti scende in campo 19 volte segnando sei reti, in coppia in attacco con Tommaso Rocchi; i bustocchi raggiungono i play-off, ma in semifinale vengono eliminati dalla Pro Sesto. Nella stagione seguente, sempre con la maglia della Pro Patria, chiude la stagione regolare con 30 presenze e sei reti, con i bustocchi che raggiungono ancora i play-off, dove in semifinale verranno poi eliminati dalla Triestina. Conclude l'esperienza a Busto Arsizio con 49 presenze in campionato e 12 reti, a cui vanno aggiunte altre tre presenze nei play-off, senza reti.
Chiusa l'esperienza professionistica, torna a giocare tra i dilettanti nel Darfo Boario. Appenderà definitivamente le scarpe al chiodo nel 2006, dopo essere tornato a giocare in Val Camonica, in Promozione con il Sellero Novelle.
Terminata la carriera da giocatore, veste i panni dell'allenatore di squadre giovanili della zona. Dal 2008 allena la formazione juniores del Breno, e a dicembre 2009 siede sulla panchina della prima squadra, che milita nel campionato di Prima Categoria.

Dall'estate 2017 guida gli allievi del San Giovanni Bosco Bienno.

## Palmarès

### Club

#### Competizioni regionali
- Promozione: 1

Darfo Boario: 1987-1988